# Earl Thomas Conley
Earl Thomas Conley (Portsmouth, 17 ottobre 1941 – Nashville, 10 aprile 2019) è stato un cantautore statunitense, esponente di musica country.
Tra il 1980 ed il 1998 ha inciso dieci album in studio, sette dei quali pubblicati dalla RCA Records.

## Discografia
- 1980 - Blue Pearl
- 1981 - Fire & Smoke
- 1982 - Somewhere Between Right and Wrong
- 1983 - Don't Make It Easy for Me
- 1984 - Treadin' Water
- 1985 - Greatest Hits
- 1986 - Too Many Times
- 1987 - The Best of Earl Thomas Conley, Vol. One
- 1988 - The Heart of It All
- 1990 - Greatest Hits, Volume II
- 1991 - Yours Truly
- 1996 - The Essential Earl Thomas Conley
- 1998 - Perpetual Emotion
- 1998 - Love Out Loud
- 1998 - Super Hits
- 2005 - Live at Billy Bob's Texas
- 2006 - 16 Biggest Hits